# Eric Barnes
Eric Stephen Barnes (* 16. Januar 1924 in Cardiff; † 16. Oktober 2000) war ein walisisch-australischer Mathematiker, der sich mit Zahlentheorie (Geometrie der Zahlen, Quadratische Formen und Gitter) befasste.
Barnes wanderte mit seiner Familie 1927 nach Sydney aus. Er studierte von 1940 bis 1943 Französisch und Mathematik an der Universität Sydney, arbeitete während des Krieges für das australische Militär als Kryptoanalytiker (wobei er für das Lösen eines japanischen Codes, der den Anstrengungen der Kryptologen in Bletchley Park widerstanden  hatte, das Leutnantspatent erhielt) und studierte ab 1947 an der  Universität Cambridge, wo er 1952 bei Louis Mordell promoviert wurde (Minimal problems for quadratic and bilinear forms). Außerdem erhielt er den Smith-Preis in Cambridge. Er war ab den 1950er Jahren an der Universität Sydney und ab 1959 Professor an der University of Adelaide, wo er Kollege von Renfrey Potts war (Barnes vertrat die Reine Mathematik, Potts die Angewandte). 1983 ging er wegen Gesundheitsproblemen in den Ruhestand.
Nach ihm und G. E. Wall ist das Barnes-Wall-Gitter benannt (es existiert in Dimensionen, die Potenzen von 2 sind).
1954 wurde er Fellow der Australian Academy of Science und erhielt 1959 deren Thomas Rankin Lyle Medal. 1959 war er Gründungspräsident der Mathematical Association of South Australia.